# تفجيرات قطار القاهرة-حيفا 1948
خلال حرب فلسطين عام 1948، في 29 فبراير وفي 31 مارس، قامت مجموعة ليحي اليهودية المتشددة بتلغيم المدربين العسكريين في قطار القاهرة-حيفا.
في 29 فبراير، قامت مجموعة ليحي بتلغيم القطار شمالي رحوفوت، مما أسفر عن مقتل 28 جنديًا بريطانيًا وإصابة 35 آخرين، ولم تقع أي إصابات في صفوف المدنيين. فُجرت قنبلة أو أكثر وضعت على المسار بالقرب من بستان برتقال. أعلنت ليحي تبنيها تفجير القطار البريطاني بادعاء أنه كان انتقاما لتفجير شارع ابن يهودا في القدس. كان القطار هو المركب العادي اليومي السريع الذي ألحق اليه أربعة مدربين عسكريين.
في 31 مارس، فُجر القطار مرة أخرى بالقرب من بنيامينا، وهي بلدة يهودية بالقرب من قيسارية ماريتيما، مما أسفر عن مقتل 40 شخصًا وإصابة 60 آخرين. جميع الضحايا كانوا من المدنيين ومعظمهم من العرب. على الرغم من وجود بعض الجنود في القطار، إلا أن أحداً منهم لم يصب بأذى. نسبت صحيفة "فلسطين بوست" و"نيويورك تايمز" الهجوم إلى "ليحي".

## خلفية
بدأت الهجمات على خط القطار في 22 أبريل 1947، تم تلغيم القطار خارج رحوفوت، وأسفر التفجير عن مقتل خمسة ضباط بريطانيين، واثنين من العرب البالغين، وجيلبرت بلادي البالغ من العمر 3 سنوات.
في 15 مايو 1947، قصف مسار القطار سبع مرات جنوبي اللد. وقتل ملازمان بالجيش البريطاني وأصيب اثنان آخرين بجروح خطيرة وخمسة اخرون في تفجير وقع بين عكا وحيفا. إضافة إلى إصابة أحد الركاب عندما خرج المحرك وسيارتان عن مسارهما بانفجار قنبلة اخرى في وقت سابق من ذلك اليوم. وأصيب ثلاثة من أفراد الطاقم عندما خرج قطار الشحن عن مساره في تفجير آخر. ولحقت أضرار بثلاثة جسور للسكك الحديدية في الهجمات. وبحسب ما ورد دعت ليحي لتحذيرات.
في 9 أغسطس 1947، قصف الإرغون قطارًا بريطانيًا للجنود شمالي اللد، مما أسفر عن مقتل المهندس اليهودي.
في 29 أيلول 1947، على بعد عشرين ميلاً جنوبي حيفا، قصف القطار من قبل الإرغون. خرج المحرك، عربة الفحم وسيارتين للمقصورة عن المسار ونُقل شخص واحد إلى المستشفى.